# Campeonato Mineiro de Voleibol Masculino de 2016
O Campeonato Mineiro de Voleibol Masculino de 2016 foi a edição desta competição organizada pela Federação Mineira de Vôlei. Participaram do torneio quatro equipes provenientes dos municípios mineiros Belo Horizonte, Contagem, Juiz de Fora e Montes Claros, os jogos acontecendo nas tres ultimas cidades citada e também em Sete Lagoas.

## Sistema de Disputa
O torneio foi disputado em fase classificatória, em turno e returno, totalizando doze jogos (pontos corridos), e fase final abrangendo semifinal, final definindo assim o pódio.

## Equipes Participantes
Equipes que disputam a Campeonato Mineiro de Voleibol Masculino de 2016:
| Equipe              | Cidade         | Última participação | Mineiro 2017 |
| ------------------- | -------------- | ------------------- | ------------ |
| Sada Cruzeiro       | Contagem       | Mineiro 2016        | 1º           |
| Minas Tênis Clube   | Belo Horizonte | Mineiro 2016        | 2º           |
| Juiz de Fora Vôlei  | Juiz de Fora   | Mineiro 2016        | 4º           |
| Montes Claros Vôlei | Montes Claros  | Mineiro 2016        | 3º           |

### Classificação
- Vitória por 3 sets a 0 ou 3 a 1: 3 pontos para o vencedor;
- Vitória por 3 sets a 2: 2 pontos para o vencedor e 1 ponto para o perdedor.
- Não comparecimento, a equipe perde 2 pontos.
- Em caso de igualdade por pontos, os seguintes critérios servem como desempate: número de vitórias, média de sets e média de pontos.

## Fase classificatória
|  |                                     |
|  | Equipe classificada às semi-finais. |

|     |                     |     | Jogos | Jogos | Jogos | Resultados | Resultados | Resultados | Resultados | Resultados | Resultados | Sets | Sets | Sets | Pontos | Pontos | Pontos |
| Pos | Equipe              | Pts | T     | V     | D     | 3–0        | 3–1        | 3–2        | 2–3        | 1–3        | 0–3        | V    | P    | R    | V      | P      | R      |
| --- | ------------------- | --- | ----- | ----- | ----- | ---------- | ---------- | ---------- | ---------- | ---------- | ---------- | ---- | ---- | ---- | ------ | ------ | ------ |
| 1   | Sada Cruzeiro       | 0   | 0     | 0     | 0     | 0          | 0          | 0          | 0          | 0          | 0          | 0    | 0    | MAX  | 0      | 0      | MAX    |
| 2   | Montes Claros Vôlei | 0   | 0     | 0     | 0     | 0          | 0          | 0          | 0          | 0          | 0          | 0    | 0    | MAX  | 0      | 0      | MAX    |
| 3   | Minas Tênis Clube   | 0   | 0     | 0     | 0     | 0          | 0          | 0          | 0          | 0          | 0          | 0    | 0    | MAX  | 0      | 0      | MAX    |
| 4   | Juiz de Fora Vôlei  | 0   | 0     | 0     | 0     | 0          | 0          | 0          | 0          | 0          | 0          | 0    | 0    | MAX  | 0      | 0      | MAX    |

Resultados
| 26 de agosto de 2016 19:30 [ Relatório] | Juiz de Fora Vôlei | 0 — 0             | Sada Cruzeiro | Ginásio da UFJF, Juiz de Fora |
| 26 de agosto de 2016 19:30 [ Relatório] | 0                  | Set 1 Set 2 Set 3 | 0             | Ginásio da UFJF, Juiz de Fora |

| 2 de setembro de 2016 19:30 [ Relatório] | Juiz de Fora Vôlei | 0 — 0             | Minas Tênis Clube | Ginásio da UFJF, Juiz de Fora |
| 2 de setembro de 2016 19:30 [ Relatório] | 0                  | Set 1 Set 2 Set 3 | 0                 | Ginásio da UFJF, Juiz de Fora |

| 3 de setembro de 2016 17:00 [ Relatório] | Montes Claros Vôlei | 0 — 0             | Sada Cruzeiro | Ginásio Tancredo Neves, Montes Claros |
| 3 de setembro de 2016 17:00 [ Relatório] | 0                   | Set 1 Set 2 Set 3 | 0             | Ginásio Tancredo Neves, Montes Claros |

| 3 de setembro de 2016 15:00 [ Relatório] | Juiz de Fora Vôlei | 0 — 0             | Minas Tênis Clube | Ginásio da UFJF, Juiz de Fora |
| 3 de setembro de 2016 15:00 [ Relatório] | 0                  | Set 1 Set 2 Set 3 | 0                 | Ginásio da UFJF, Juiz de Fora |

| 7 de setembro de 2016 20:00 [ Relatório] | Sada Cruzeiro | 0 — 0             | Juiz de Fora Vôlei | Ginásio Poliesportivo do Riacho, Contagem |
| 7 de setembro de 2016 20:00 [ Relatório] | 0             | Set 1 Set 2 Set 3 | 0                  | Ginásio Poliesportivo do Riacho, Contagem |

| 9 de setembro de 2016 19:30 [ Relatório] | Montes Claros Vôlei | 0 — 0             | Juiz de Fora Vôlei | Ginásio Tancredo Neves, Montes Claros |
| 9 de setembro de 2016 19:30 [ Relatório] | 0                   | Set 1 Set 2 Set 3 | 0                  | Ginásio Tancredo Neves, Montes Claros |

| 14 de setembro de 2016 20ː00 [ Relatório] | Minas Tênis Clube | 0 — 0             | Sada Cruzeiro | Ginásio do Unifemm, Sete Lagoas |
| 14 de setembro de 2016 20ː00 [ Relatório] | 0                 | Set 1 Set 2 Set 3 | 0             | Ginásio do Unifemm, Sete Lagoas |

| 15 de setembro de 2016 19:30 [ Relatório] | Juiz de Fora Vôlei | 0 — 0             | Montes Claros Vôlei | Ginásio da UFJF, Juiz de Fora |
| 15 de setembro de 2016 19:30 [ Relatório] | 0                  | Set 1 Set 2 Set 3 | 0                   | Ginásio da UFJF, Juiz de Fora |

| 17 de setembro de 2016 19:00 [ Relatório] | Sada Cruzeiro | 0 — 0             | Montes Claros Vôlei | Ginásio Poliesportivo do Riacho, Contagem |
| 17 de setembro de 2016 19:00 [ Relatório] | 0             | Set 1 Set 2 Set 3 | 0                   | Ginásio Poliesportivo do Riacho, Contagem |

| 22 de setembro de 2016 19:30 [ Relatório] | Montes Claros Vôlei | 0 — 0             | Minas Tênis Clube | Ginásio Tancredo Neves, Montes Claros |
| 22 de setembro de 2016 19:30 [ Relatório] | 0                   | Set 1 Set 2 Set 3 | 0                 | Ginásio Tancredo Neves, Montes Claros |

| 24 de setembro de 2016 18:00 [ Relatório] | Montes Claros Vôlei | 0 — 0             | Minas Tênis Clube | Ginásio Tancredo Neves, Montes Claros |
| 24 de setembro de 2016 18:00 [ Relatório] | 0                   | Set 1 Set 2 Set 3 | 0                 | Ginásio Tancredo Neves, Montes Claros |

| 30 de setembro de 2016 20:00 [ Relatório] | Sada Cruzeiro | 0 — 0             | Minas Tênis Clube | Ginásio Poliesportivo do Riacho, Contagem |
| 30 de setembro de 2016 20:00 [ Relatório] | 0             | Set 1 Set 2 Set 3 | 0                 | Ginásio Poliesportivo do Riacho, Contagem |

## Fase final
- Todos os jogos no horário do Brasil.
- Local1:Ginásio Poliesportivo do Riacho, Contagem
- Local2:Ginásio Tancredo Neves, Montes Claros

|  | Semifinais           | Semifinais        |   |  | Final                | Final |  |
|  |                      |                   |   |  |                      |       |  |
|  | 4 de outubro - 20ː00 |                   |   |  |                      |       |  |
|  | Montes Claros Vôlei  | 0                 |   |  |                      |       |  |
|  | Minas Tênis Clube    | 0                 |   |  |                      |       |  |
|  |                      |                   |   |  |                      |       |  |
|  |                      |                   |   |  | 7 de outubro - 20ː00 |       |  |
|  |                      |                   |   |  | Sada Cruzeiro        | 0     |  |
|  |                      | Minas Tênis Clube | 0 |  |                      |       |  |
|  |                      |                   |   |  |                      |       |  |
|  |                      |                   |   |  |                      |       |  |
|  |                      |                   |   |  |                      |       |  |
|  | 4 de outubro - 20ː00 |                   |   |  |                      |       |  |
|  | Sada Cruzeiro        | 0                 |   |  |                      |       |  |
|  | Juiz de Fora Vôlei   | 1                 |   |  |                      |       |  |

### Semifinal
| 4 de outubro de 2016 20:00 [ Relatório] | Montes Claros Vôlei | 0 — 0             | Minas Tênis Clube | Ginásio Tancredo Neves, Montes Claros |
| 4 de outubro de 2016 20:00 [ Relatório] | 0                   | Set 1 Set 2 Set 3 | 0                 | Ginásio Tancredo Neves, Montes Claros |

| 4 de outubro de 2016 20ː00 [ Relatório] | Sada Cruzeiro | 0 — 0             | Juiz de Fora Vôlei | Ginásio Poliesportivo do Riacho, Contagem |
| 4 de outubro de 2016 20ː00 [ Relatório] | 0             | Set 1 Set 2 Set 3 | 0                  | Ginásio Poliesportivo do Riacho, Contagem |

### Final
| 7 de outubro de 2016 20ː00 [ Relatório] | Sada Cruzeiro | 0 — 0             | Minas Tênis Clube | Ginásio Poliesportivo do Riacho, Contagem |
| 7 de outubro de 2016 20ː00 [ Relatório] | 0             | Set 1 Set 2 Set 3 | 0                 | Ginásio Poliesportivo do Riacho, Contagem |

## Classificação final
| Classficação | Equipe              |
| ------------ | ------------------- |
| 1            | Sada Cruzeiro       |
| 2            | Minas Tênis Clube   |
| 3            | Montes Claros Vôlei |
| 4            | Juiz de Fora Vôlei  |

## Premiações
| Campeonato Mineiro de 2016              |
| --------------------------------------- |
| Sada Cruzeiro Vôlei Campeão (7º título) |